# Isotop
Isotoper er forskellige udgaver af det samme grundstof. Dvs. at de har samme atomnummer, Z, men forskellige atommasser, A, hvilket skyldes, at antallet af protoner i atomkernen er bibeholdt, mens antallet af neutroner varierer afhængig af det enkelte isotop. Ordet isotop betyder nemlig på samme sted (fra græsk: iso-topos) og skyldes det faktum, at et grundstofs isotoper har samme placering i det periodiske system, idet de har samme atomnummer.
De fleste fundne isotoper i jordskorpen er stabile isotoper, hvilket betyder at isotoperne i princippet har en levetid på uendelig lang tid. Eksempler på stabile isotoper helium-4, hydrogen-1 og kulstof-12.
Ustabile isotoper eller radioaktive isotoper er isotoper, som henfalder til andre isotoper af samme grundstof eller andre grundstoffer. Eksempler på ustabile isotoper helium-5, hydrogen-3 (tritium) og kulstof-14.
Altså varierer atommassen i et grundstof afhængigt af neutrontallet, og dermed hvilken isotop der er tale om. For at kunne skelne mellem de enkelte grundstoffers isotoper, så skrives de i videnskabelig nomenklatur ved grundstoffets navn, som er efterfulgt af en bindestreg og antallet af nukleoner (protoner og neutroner) i atomkernen (f.eks. Jern-57, Uran-238, Helium-3). I symbolsk form angives antallet af nukleoner ved et hævet præfiks før grundstoffets symbol (f.eks. 57Fe, 238U, 3He).
De forskellige isotoper af et grundstof har de samme kemiske egenskaber, idet de kemiske egenskaber primært afhænger af antallet af elektroner og ikke af atomvægten. Dvs. 79Br og 81Br reagerer på samme måde i en kemisk reaktion, da de har lige mange elektroner (antallet af elektroner afhænger af antallet af protoner, Z, medmindre at en anden ladning er angivet, fx Na2+).